# Eleutherodactylus schwartzi
Eleutherodactylus schwartzi (tên tiếng Anh: Virgin Islands Coqui) là một loài ếch trong họ Leptodactylidae.
Nó được tìm thấy ở quần đảo Virgin thuộc Anh và quần đảo Virgin thuộc Mỹ.
Môi trường sống tự nhiên của chúng là các khu rừng khô nhiệt đới hoặc cận nhiệt đới. Loài này đang bị đe dọa do mất môi trường sống.